# Gerhard Hanappi
Gerhard Hanappi (Bécs, 1929. február 16. – Bécs, 1980. augusztus 23.) osztrák labdarúgó-középpályás, építész. Ő tervezte a bécsi Westtadiont, amit a halála után Gerhard Hanappi Stadionnak neveztek át.